# Monolistra pretneri
Monolistra pretneri är en kräftdjursart som beskrevs av Boris Sket 1964. Monolistra pretneri ingår i släktet Monolistra och familjen klotkräftor.

## Underarter
Arten delas in i följande underarter:
- M. p. spinulosa
- M. p. pretneri